# Trzy kroki po ziemi
Trzy kroki po ziemi – polski film fabularny (dramat obyczajowy) z 1965 roku w reżyserii Jerzego Hoffmana i Edwarda Skórzewskiego. Film brał udział w IV Międzynarodowym Festiwalu Filmowym w Moskwie, gdzie zdobył Srebrny Medal.
Jerzy Hoffman, Edward Skórzewski i Władysław Forbert zdobyli Nagrodę Ministra Kultury i Sztuki II stopnia.
Na film składają się trzy nowele: 
- Rozwód po polsku,
- Dzień urodzin
- Godzina drogi.

## Obsada
- Irena Orska jako Marysia Majchrowska (nowela „Dzień urodzin”)
- Tadeusz Fijewski jako Aleksander Majchrowski („Dzień urodzin”)
- Anna Ciepielewska jako Dr. Wysocka (nowela „Godzina drogi”)
- Ewa Wiśniewska jako Anna Gościk (nowela „Rozwód po polsku”)
- Ludwik Pak jako Ludwik Gościk (nowela „Rozwód po polsku”)
- Mieczysław Czechowicz jako Szlenkiel („Rozwód po polsku”)
- Wiesław Michnikowski jako sędzia (nowela „Rozwód po polsku”)
- Kazimierz Rudzki jako mecenas (nowela „Rozwód po polsku”)
- Henryk Bąk jako przyjaciel Majchrowskiego („Dzień urodzin”)
- Bohdan Ejmont jako ojciec (nowela „Godzina drogi”)
- Wiesław Gołas jako Szkudlarek (nowela „Dzień urodzin”)
- Roman Kłosowski jako Bystry (nowela „Dzień urodzin”)
- Bogumił Kobiela jako urzędnik (nowela „Rozwód po polsku”)
- Barbara Rachwalska jako chłopka